# سربیژن
 سربیژن، در ۵۵ کیلومتری شمال شهر جیرفت و ۱۶۲ کیلومتری جنوب شهر کرمان واقع شده و از توابع بخش ساردوئیه و شامل ده ها روستای کوچک و بزرگ است که در نزدیکی هم واقع شده‌اند. به شکلی که گاهی مرز بین دو روستا یک جاده یا جوی آبی است. این روستا در محور ارتباطی کرمان-راین-جیرفت واقع شده‌ است.
در زبان عامه سربیژن به صورت سربیزن نیز تلفظ می شود و این تلفظ بسیار رایج است

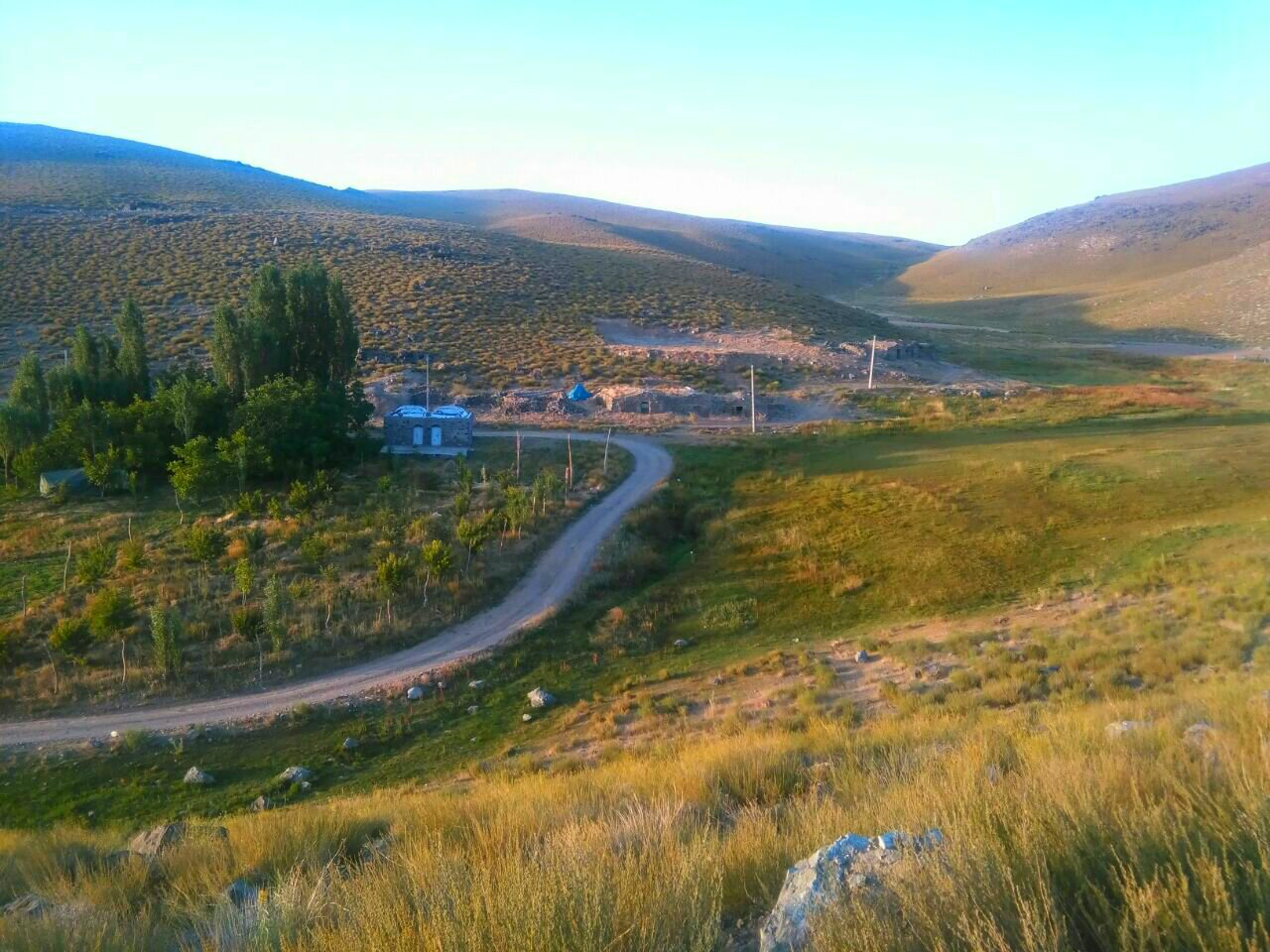
روستای سنگ نوشت،ارتفاع۳۲۸۴ متر از سطح دریا

## وجه تسمیه
روایت اول
بر اساس روایات وافسانه های بومی وجه تسمیه نام روستای سربیژن ریشه در شاهنامه فردوسی وشخصیت بیژن دارد.
بیژن(پسر گیو)پهلوان نامدار ایرانی؛در دوران پادشاهی کیخسرو،در شاهنامه فردوسی است.
بر اساس روایات و افسانه های محلی کوهستان صعب العبوری که بیژن به همراه پدرش گیو،عمویش رهام،گستهم و تعدادی از پهلوانان نامی ایران پس از عروج کیخسرو در راه بازگشت در آنجا،ودر توفان برف وکولاک سهمگین ناپدید شدند؛کوهستانی در اطراف جیرفت کنونی بوده است.
مردم این مناطق هنوز با اسطوره یِ کیخسرو و عروج او زندگی میکنند.در این کوهستان سنگی به نام تخت کیخسرو،و چند روستا به نام های گور بیژن،گیو مرد،گرز موند،گستهم و کمی آنطرف تر سربیژن وجود دارند،که همگی گواه این مدعا هستند.
مردم محلی معتقدند کیخسرو در این کوه ها غایب شده وهنوز زنده است.
همچنین مشابه روایات پیشین معتقدند اجساد گیو،جسم بیژن وسرش به همراه باد به این روستاها منتقل شده اند.
روایت دوم
به نقل از تعدادی از اساتید تاریخ بومی؛همزمان با حکمرانی دودمان زندیه بر ایران و احتمالا  فرمانروایی کریم خان درشیراز،عدّه ای راهزن با رهبری فردی به نام بیژن در حدفاصل جیرفت و بم(جبال بارز وگردنه یِ دهبکری کنونی)ایجاد نا امنی و راهزنی از مردم و کاروان های عبوری میکردند وسبب نارضایتی مردم شده بودند.
پس از شکایات متعدد مردم وحاکم کرمان؛و اطلاع کریم خان زند؛او گروهی از سربازان را به کرمان فرستاد.
آنها پس از ورود به جیرفت وکشتن بیژن جسمش را در همان نقطه(منطقه ای که امروزه با نام گور بیژن جبال بارز شناخته میشود)دفن کردند و قصد رساندن سرش به شیراز را داشتند که این کار عملا در ابتدای مسیر و با توجه به روزهای گرم تابستان غیر ممکن بود؛و با گواهی چند تن از همراهان سرش را آن منطقه دفن کردند.که این منطقه به سربیژن شهرت پیدا کرد.
روایت سوم
سربیژن برای مردم کرمان و مناطق همجوار تداعی کننده؛هوای سرد،برف و درختان کهنسال اُرس،سپیدار و بید است.
توصیفاتی که تعدادی از ساکنین بومی وجه نام روستا را در آن میدانند:سردِ بید زَن؛ یا به توصیف ساده:سرمای خشنی که باعث سرمازدگی درختان بید میشود.
آنها معتقدند نام روستای سربیژن در ابتدا سردبیدزن بوده است.و به علت سختی در تلفّظ،در گذر زمان به سربیژن تغییر پیدا کرده است.

## کشاورزی-دامداری-گردشگری
اهالی روستای سربیژن بیشتر با کشاورزی ودامداری امرار ومعاش میکنند.آب شرب وکشاورزی هر روستا از طریق چشمه و قنات تامین میگردد.
عمده محصولات زراعی سربیژن شامل:سیب زمینی،گندم،جو،حبوبات،گل محمدی،گیاهان دارویی وسبزیجات میباشد که اخیرا مردم روستا به دلیل خشکسالی و پایین بودن ارزش اقتصادی محصولات زراعی به سمت باغبانی نیز گرایش پیدا کرده اند.

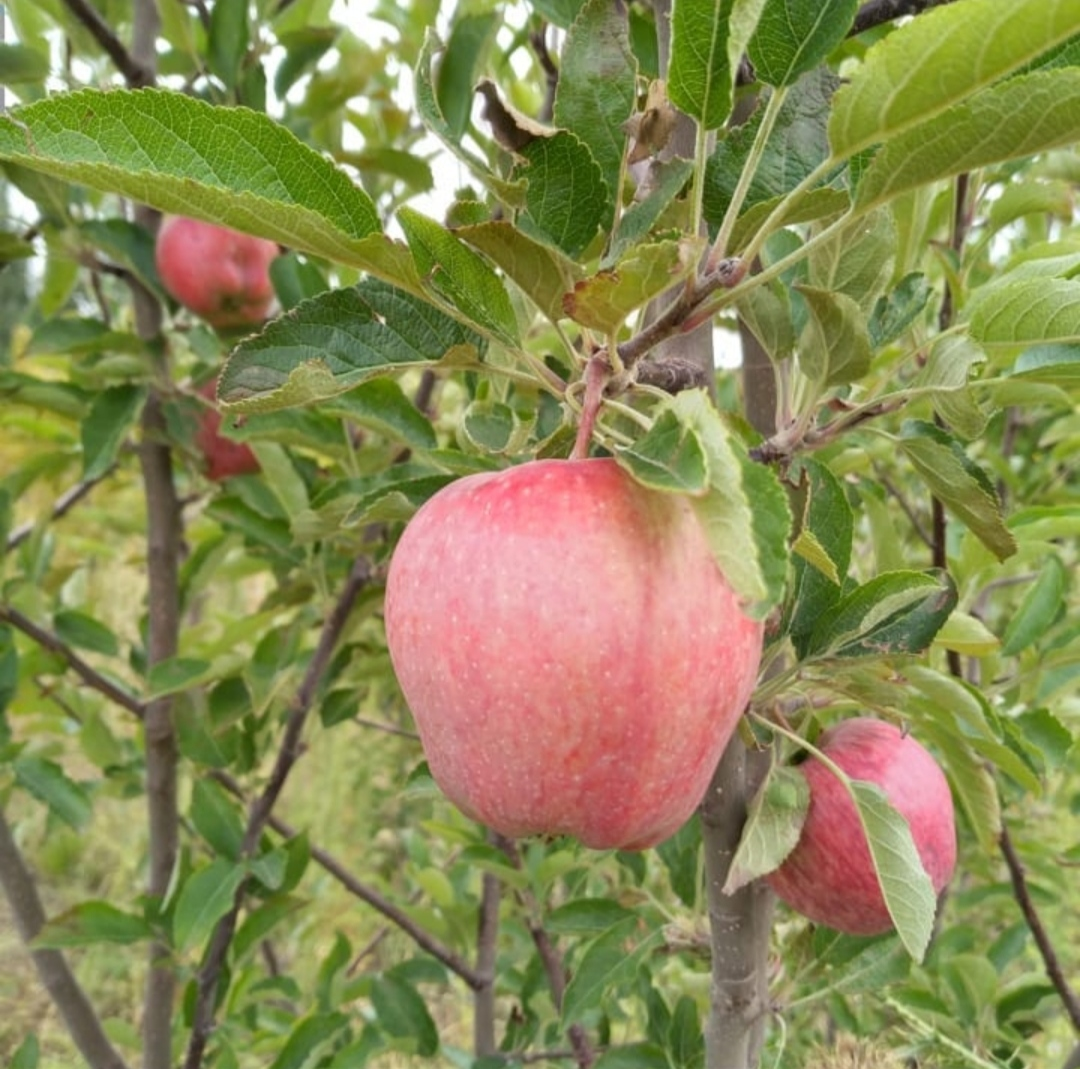
سیب درختی مرغوب صاحب آباد

درختان میوه سربیژن عموما شامل:سیب،گلابی،هلو،زردآلو،گردو و...میباشند.
در سربیژن مراتع دامپروری،مزارع کشاورزی و باغات میوه به عنوان رکن اصلی روستا شناخته میشوند،در سالیان اخیر هجوم شهروندان غیر بومی خصوصا از مناطق گرمسیری جنوب کرمان و استان هرمزگان به این بستر؛ در جهت ایجاد مکانهایی برای فراغت و حفر چاهای غیر مجاز آب در این حریم؛آسیب جدی به بافت بومی و سنتی روستا وارد کرده است.
قطعه قطعه شدن و فروش باغات میوه و زمین های کشاورزی جهت ویلاسازی،طی دهه اخیر گسترش،و سیر صعودی تندی به خود گرفته است.
روستاهایی خوش آب و هوا مثل صاحب آباد و مه سیدی به سرعت بافت روستایی و سنتی خود را از دست می دهند.و دچار تغییر کاربری های گسترده و تبدیل باغات،اراضی و مراتع دامپروری به اماکن اقامت فصلی افراد غیر بومی،خصوصا در فصل بهار و تابستان میشوند.

## آب هوا و جغرافیای طبیعی

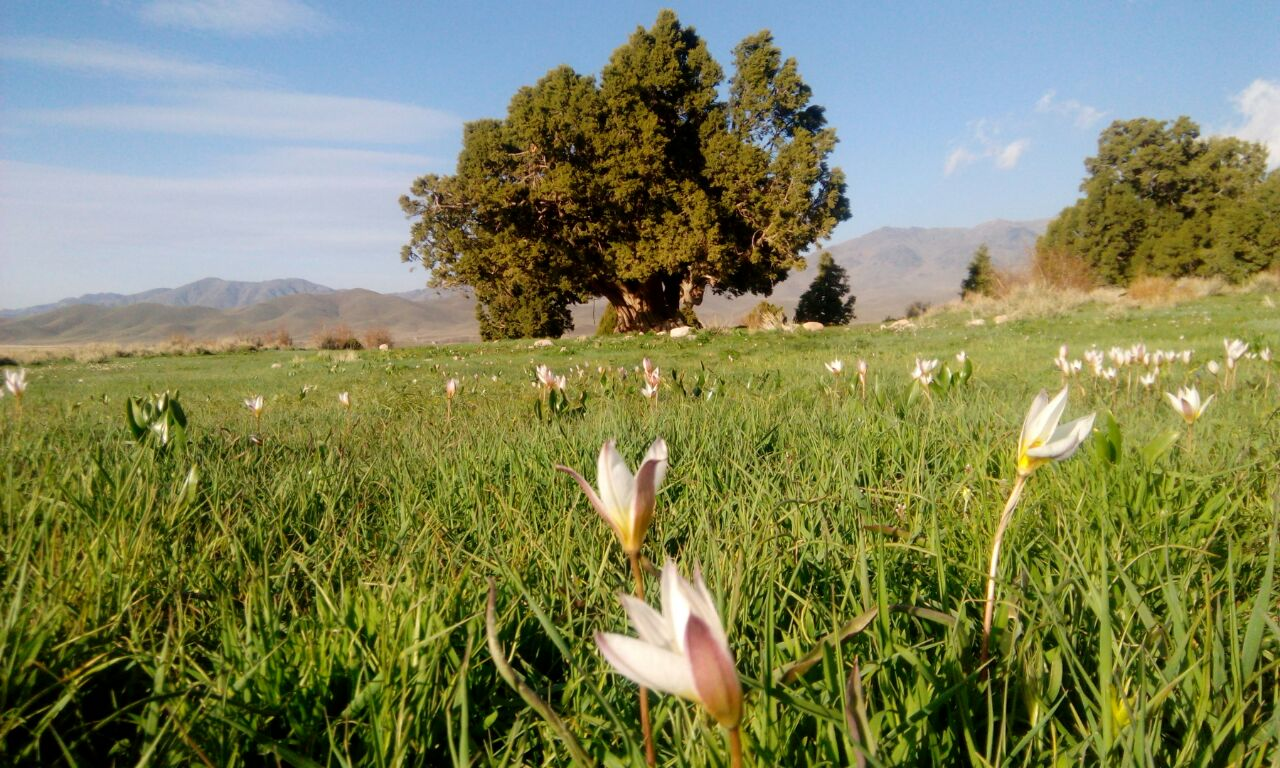
حاجی آباد سربیژن

سربیژن به علت ارتفاع بالا از سطح دریا دارای آب و هوای سرد است. اغلب مناطق سربیژن ارتفاعی بیش از ۳۱۰۰ متر از سطح دریا دارند. دمای هوا در سربیژن به‌طور میانگین ۵ درجه سانتی گراد در سال است. در فصل زمستان برودت هوا در این نقطه از کشور تا _۵۰ درجه سانتی گراد هم ثبت شده‌ و در طول فصل تابستان معمولاً دمای هوا از +۲۵ درجه سانتی گراد بالاتر نمی‌رود.

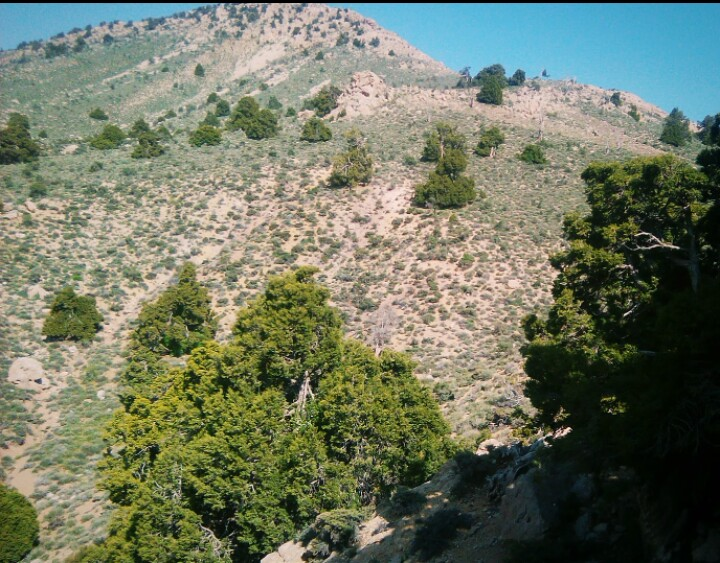
درخت اُرس(سرو کوهی)ارتفاعات سربیژن

وضعیت بارش منطقه سربیژن همانند دیگر مناطق کوهستانی جیرفت بیش از ۳۵۰ میلی‌متر است و شکل بارندگی‌ها در اغلب ماه‌های سال، از اوایل مهرماه تا اواسط فروردین و برخی مواقع تا اوایل اردیبهشت به صورت بارش برف مشاهده می‌شود.
باد.

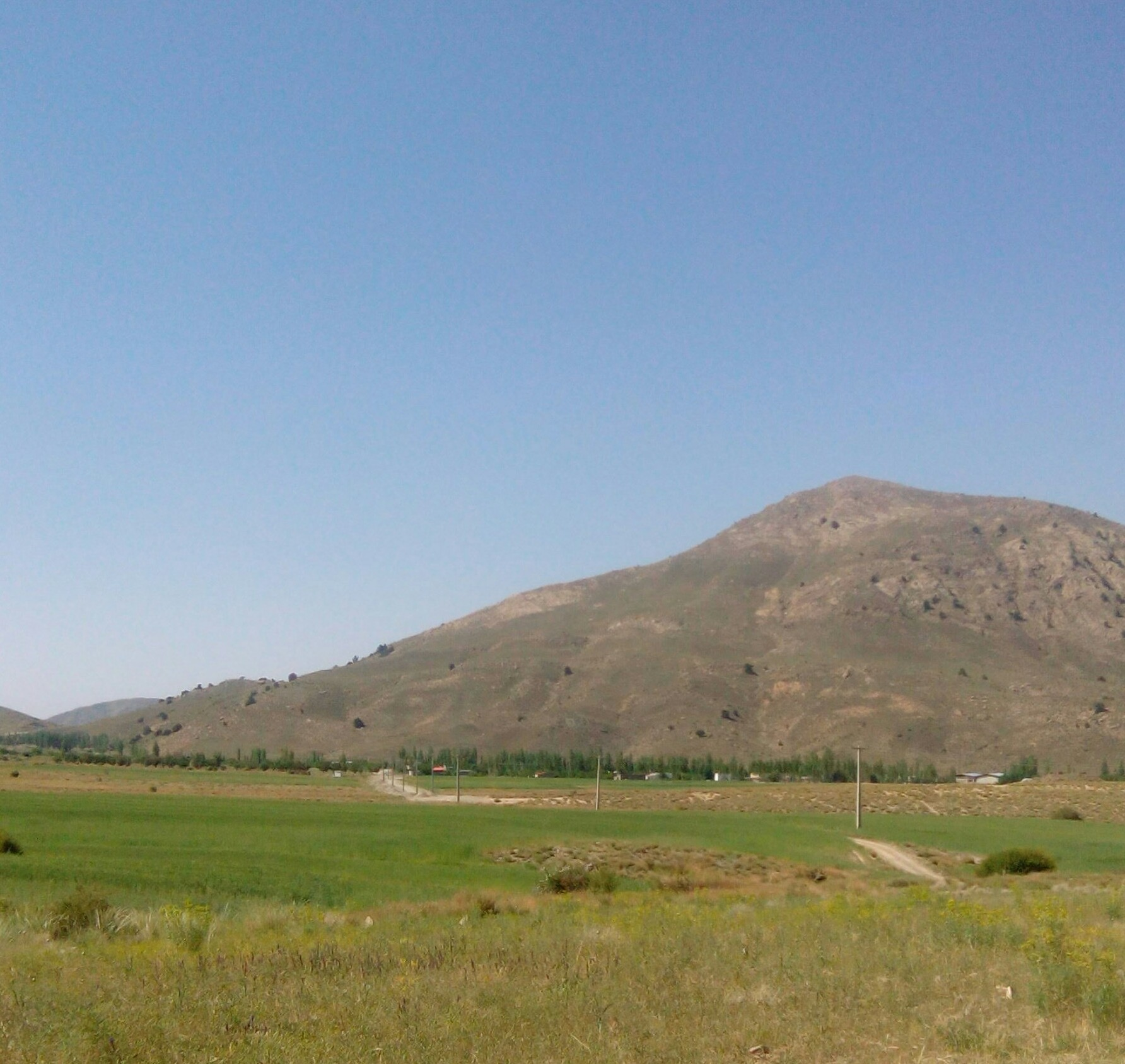
قلهٔ شاه سربیژن
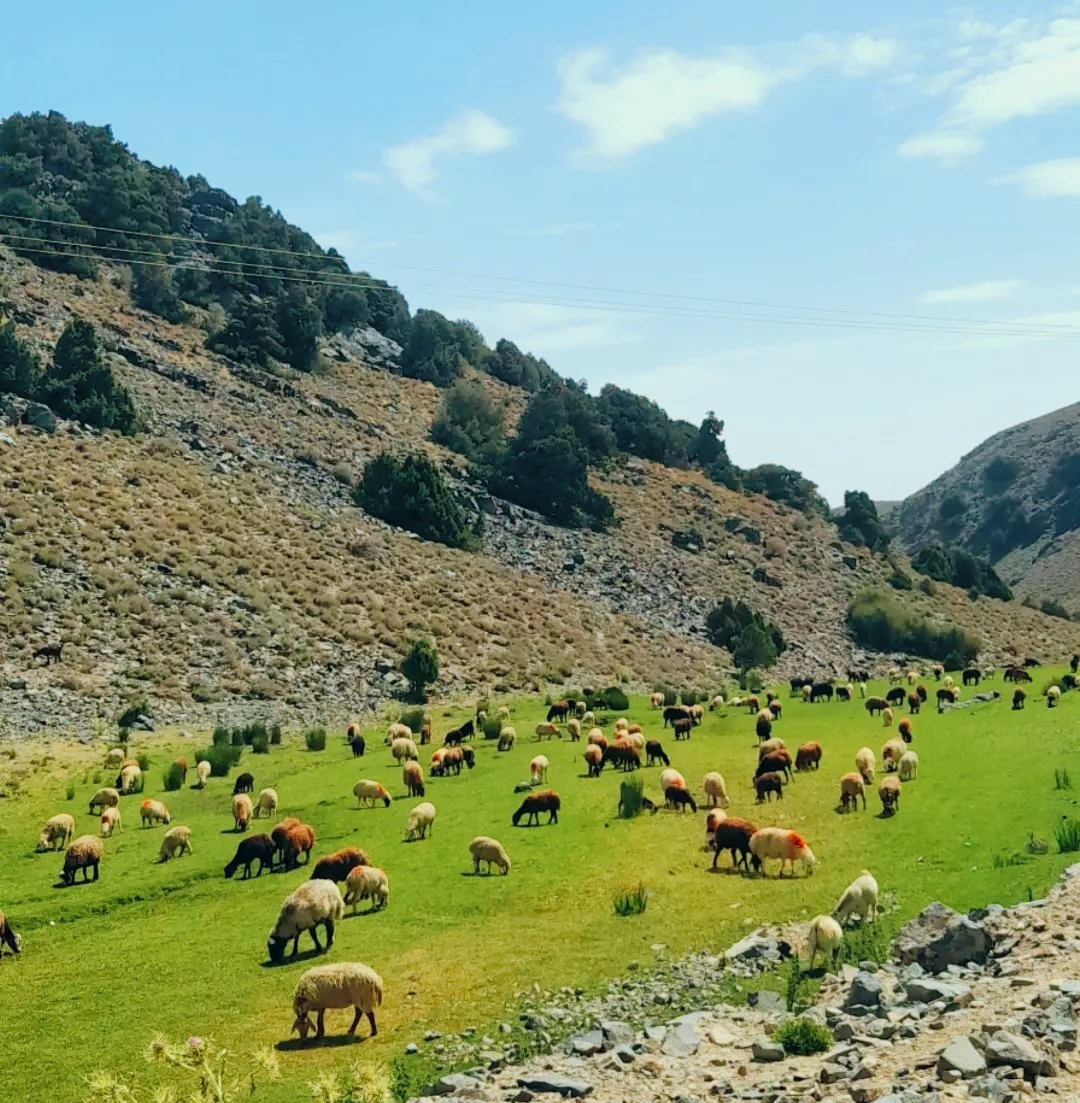
روستای چاهان
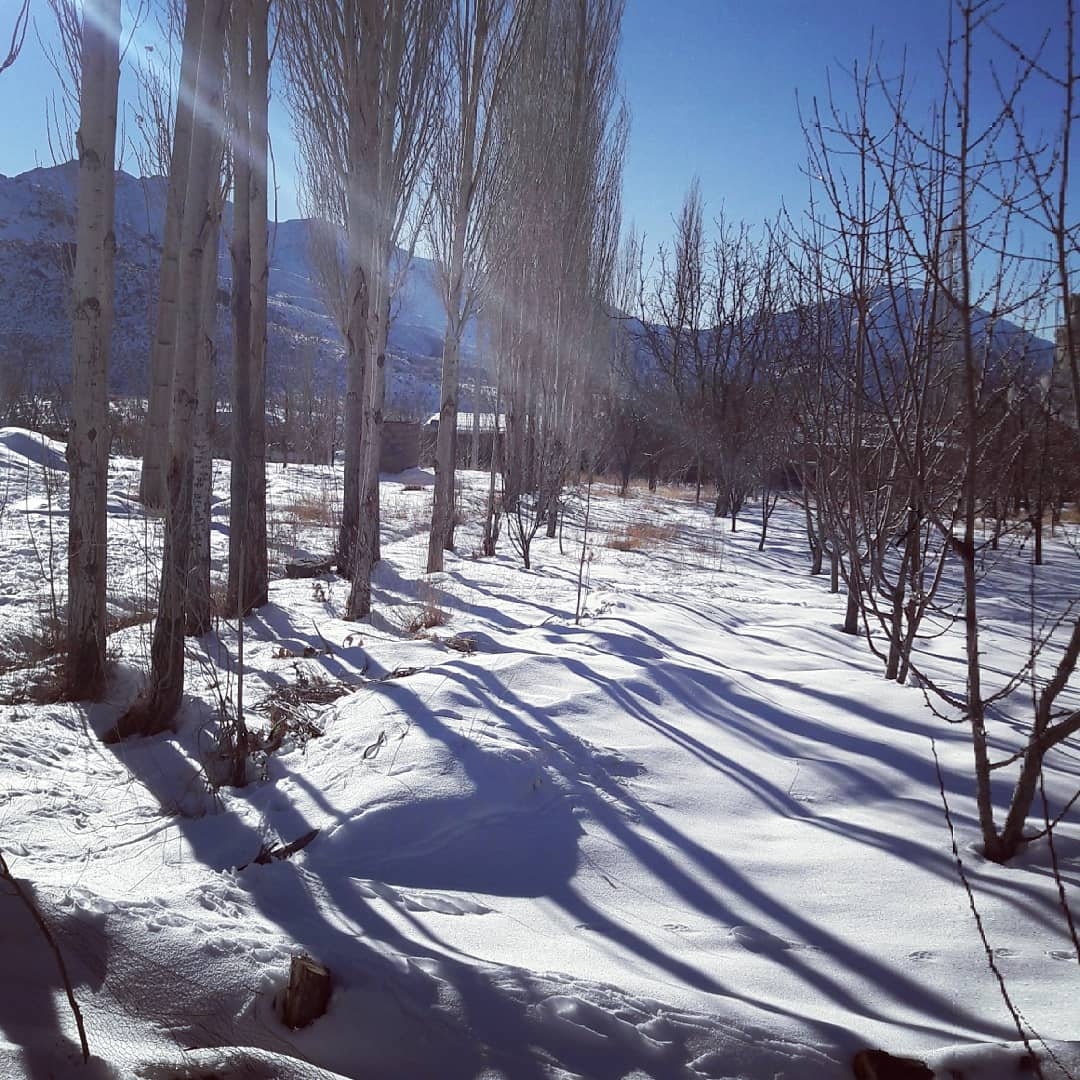
طبیعت برفی صاحب آباد سربیژن
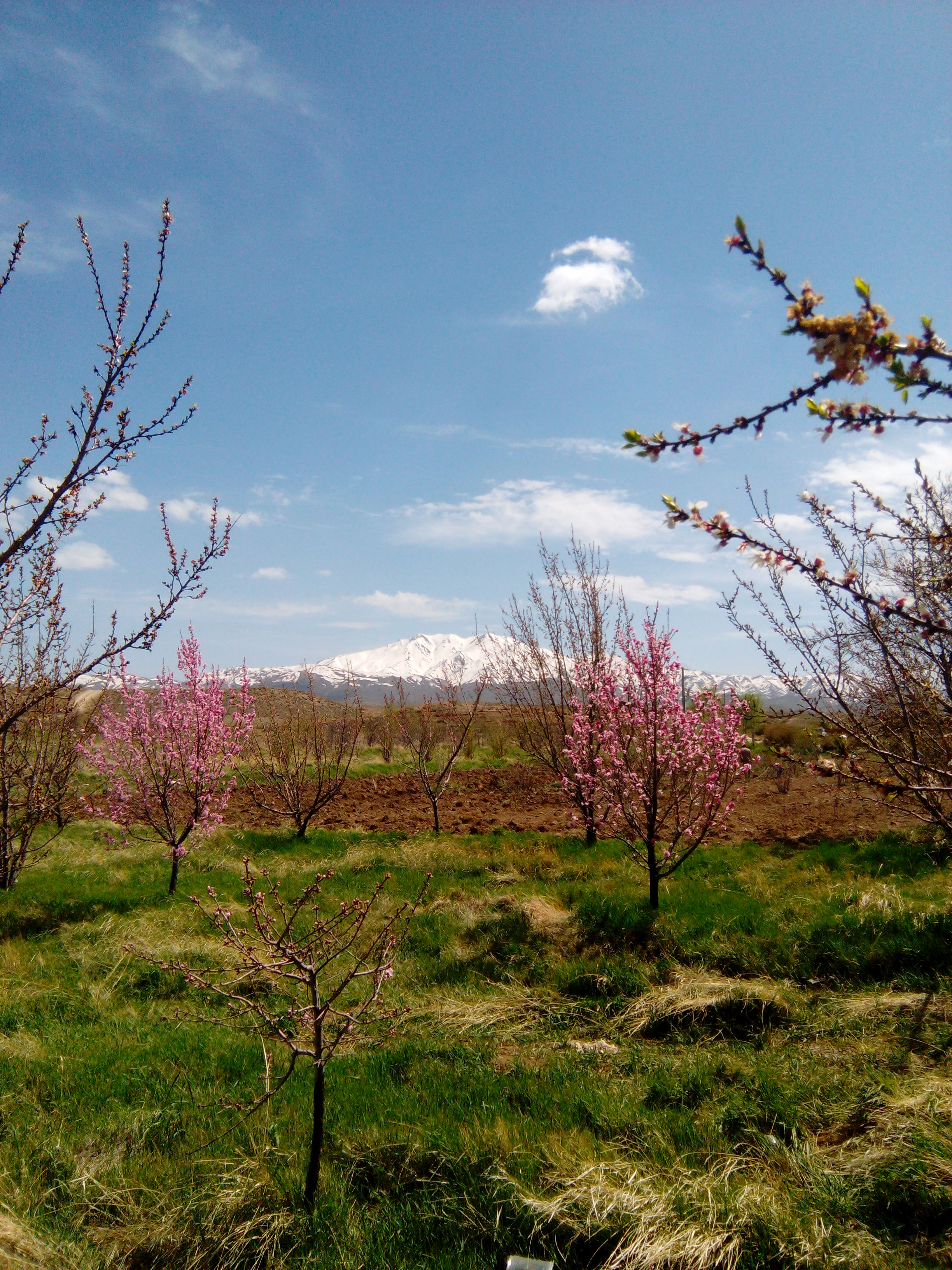
بهار در سربیژن
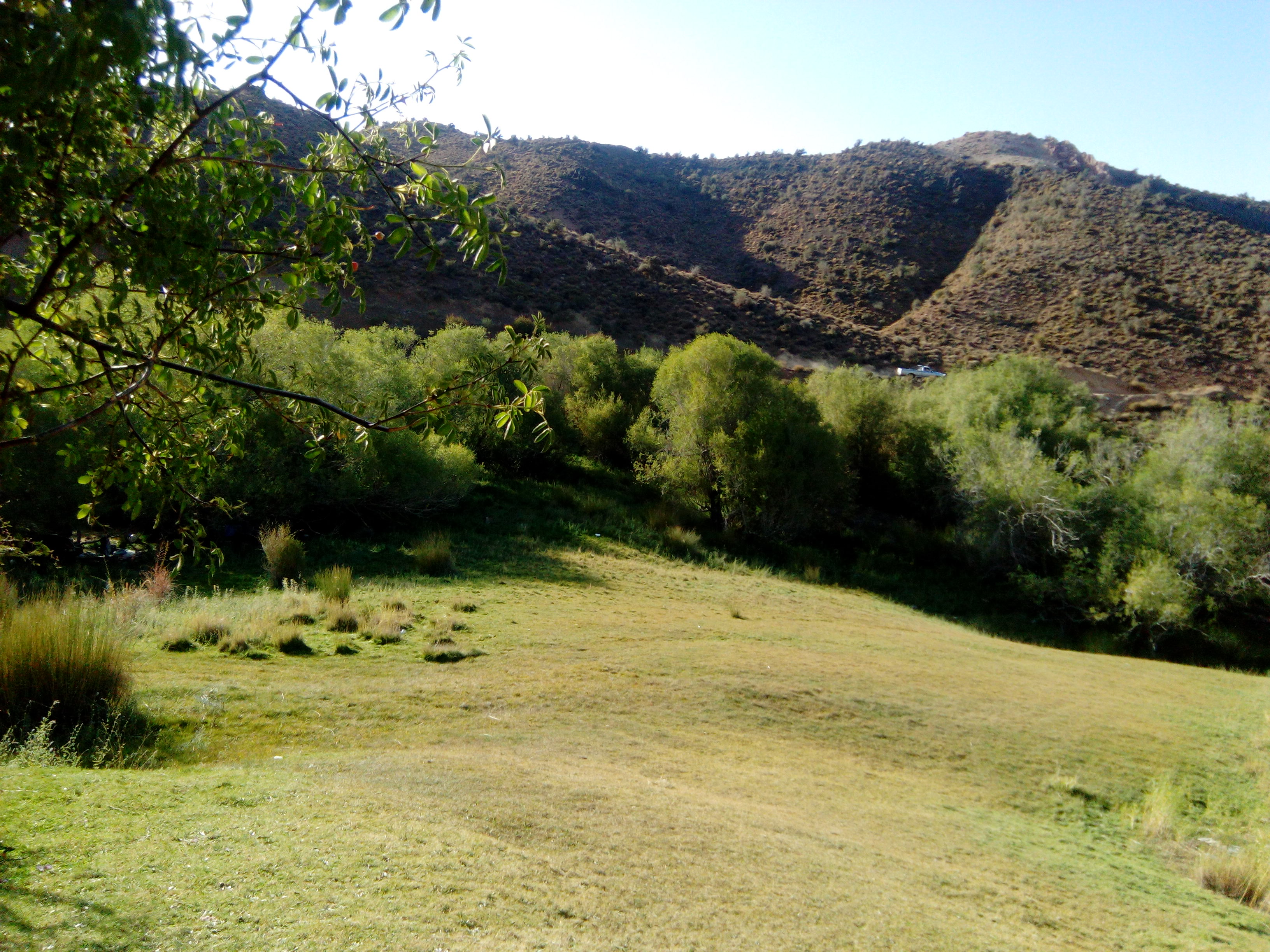
جنگل بید و چمنزار در دامنه کوهای سربیژن
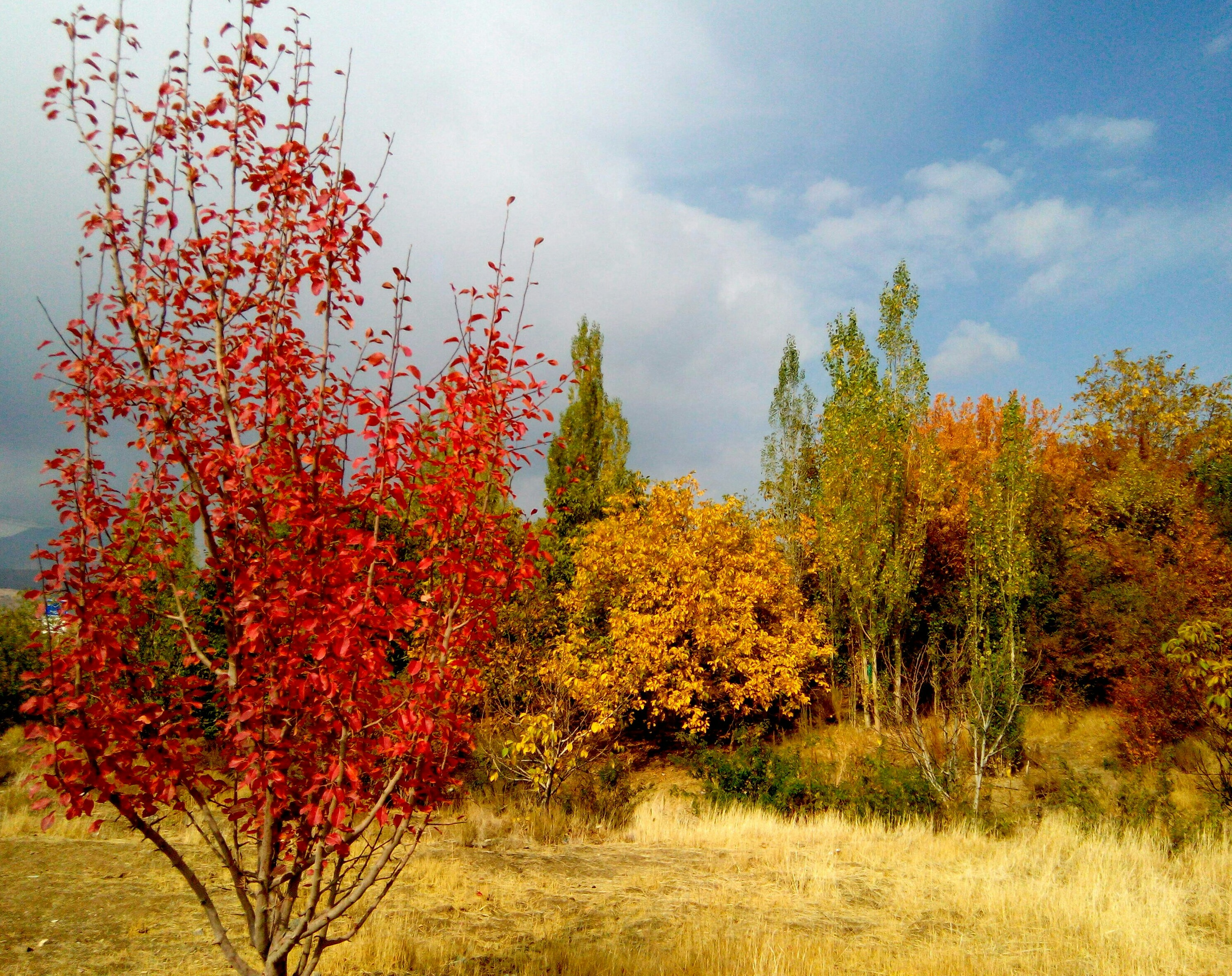
پاییز در سربیژن_مهرماه ۹۷